# Nor Hatjnbron
Nor Hatjnbron (armeniska: Նոր Հաճնի կամուրջ: Nor Hatjni kamurdzj) är en järnvägs- och vägbro över floden Hrazdan i Armeniens huvudstad Jerevan, nära Jerevans internationella flygplats. 
Bron har ett 272,5 meter långt huvudspann av stål samt två sidospann. Den är byggd i två plan, med det understa för tåg och det översta för vägfordon. Bron betjänar järnvägslinjen mellan Armavir och Meghradzor, närmaste stationer är Nor Hatjn och Nurnus.